# Danuta Parlak
Danuta Parlak – polska pisarka, autorka książek dla dzieci, słuchowisk radiowych oraz sztuk teatralnych. 
Z wykształcenia psycholog, studiowała również teatrologię.
Jej książka Obcy w lesie otrzymała wyróżnienie w konkursie na Książkę Roku IBBY 2015. Z kolei Pan Mruczek i Mysia Rodzina była nominowana w organizowanym przez Empik konkursie "Przecinek i Kropka". 
W 2017 jej książka Kapelusz Pani Wrony trafiła na listę lektur szkolnych Ministerstwa Edukacji Narodowej (klasy I-III).

## Twórczość wybrana
- Kapelusz Pani Wrony (2009)
- Obcy w lesie
- Pan Mruczek i Mysia Rodzina
- Krokodyl
- Żyrafa i mrówka